# Ramón Pérez de Ayala
Ramón Pérez de Ayala y Fernández del Portal (Oviedo; 9 d'agost de 1880 – Madrid; 5 d'agost de 1962) va ser un escriptor, polític i diplomàtic espanyol.

## Biografia
Fill de lleonès i asturiana, va estudiar amb els jesuïtes de San Zoilo a Carrión de los Condes i a la Inmaculada de Gijón. L'anticlericalisme que li va inspirar l'educació jesuítica està plasmat en la seva novel·la autobiogràfica A.M.D.G., el títol del qual fa al·lusió al lema Ad maiorem Dei gloriam, propi de la Companyia de Jesús.
Estudià dret a la Universitat d'Oviedo sota la protecció de Leopoldo Alas Clarín i es deixà influir pels pensadors krausistes com Rafael Altamira y Crevea. Pedro González Blanco el va posar en contacte amb els modernistes de Madrid: Jacinto Benavente, Francisco Villaespesa, Mariano Miguel de Val, Gregorio Martínez Sierra, Juan Ramón Jiménez, Ramón María del Valle-Inclán i José Martínez Ruiz, «Azorín». Atret tant pel modernisme com pel decadentisme, el 1903 publica els seus primers poemes, lloats per Rubén Darío. El 1904 escriu a El Imparcial i ABC i el 1907 marxa a Londres, d'on torna el 1908 arran de la ruïna de la seva família. Tornà a viatjar per França, Itàlia, Anglaterra, Alemanya i Estats Units i va ser corresponsal durant la primera guerra mundial per a La Prensa de Buenos Aires. El 1927 obté el Premio Nacional de Literatura i el 1928 és escollit membre de la Reial Acadèmia Espanyola, tot i que mai nova ocupar el seient.
El 1931, amb José Ortega y Gasset i Gregorio Marañón, signa el manifest «Al servicio de la República», i quan aquesta es constituí en agrupació electoral en fou elegit diputat per Oviedo a les eleccions generals espanyoles de 1931. El govern de la Segona República Espanyola el va nomenar el 1931 director del Museu del Prado i el 1932 ambaixador al Regne Unit. Crític amb l'evolució dels esdeveniments, de qui en culpava a Manuel Azaña, en juny de 1936 dimití de tots els seus càrrecs i en esclatar la Guerra Civil espanyola s'exilià a França, vivint a París i Biarritz. Dos fills seus s'allistaren en el bàndol nacional i ell mateix donà suport als revoltats en una carta publicada a The Times el 1938. Tanmateix, després del conflicte marxà a Buenos Aires, on fou nomenat agregat honorari de l'ambaixada d'Espanya. No va tornar a Madrid fins a 1954. Continuà col·laborant al diari ABC fins a la seva mort el 1962.

## Tasca com a novel·lista
Tot i que va escriure diferents llibres de poemes i assajos, Pérez de Ayala és important, sobretot, per la seva producció narrativa. Els crítics solen distingir dues etapes de la seva activitat novelística:
Primera etapa, corresponent a la seva època juvenil, apareix com un escriptor realista amb una visió pessimista de la vida, que s'entreveu a través d'una subtil ironia. Pertanyen a aquesta etapa Tinieblas en la cumbre (1907), novel·la picaresca; A.M.D.G. (1910), obra de caràcter antijesuític; La pata de la raposa (1912), anàlisis de l'amor pur i sensual; Troteras y danzaderas (1913), descripció de la vida bohèmia de Madrid.
Segona etapa, que comença amb Belarmino y Apolonio (1921) i en què abandona el realisme a favor del simbolisme caricaturesc. En ella analitza el tema del dubte transcendental en una ànima profundament religiosa. Pertanyen també a aquesta etapa Luna de miel, luna de hiel (1923), Los trabajos de Urbano y Simona (1923) y Tigre Juan (1926), considerada com la millor novel·la de Pérez de Ayala.

## Obres

### Lírica
- La paz del sendero (1904)
- El sendero innumerable (1916)
- El sendero andante (1921).

### Assaig
- Hermann encadenado. Libro del espíritu y el arte italiano (1917)
- Las máscaras (1917-1919)
- Política y toros (1918)
- Amistades y recuerdos (1961)
- Fábulas y ciudades (1961).
- Viaje entretenido al país del ocio (1975, publicació pòstuma)

### Narrativa
- Sonreía (1909, novel·la curta apareguda a Los Contemporáneos)
- Tinieblas en las cumbres (1907)
- A. M. D. G. (1910)
- La pata de la raposa (1911)
- Troteras y danzaderas (1913)
- Prometeo, Luz de domingo i La caída de los limones («novelas poemáticas de la vida española») (1916; novel·les curtes)
- Belarmino y Apolonio (1921)
- Los trabajos de Urbano y Simona (1923)
- Bajo el signo de Artemisa (1924)
- El ombligo del mundo (1924)
- Tigre Juan y El curandero de su honra (1926; novel·la en dos volums).